# یواس‌اس هاینس (ای‌پی‌دی-۸۴)
یواس‌اس هاینس (ای‌پی‌دی-۸۴) (به انگلیسی: USS Haines (APD-84)) یک کشتی بود که طول آن ۳۰۶ فوت (۹۳ متر) بود. این کشتی در سال ۱۹۴۳ ساخته شد.